# Salebria malgassicella
Salebria malgassicella is een vlinder uit de familie van de snuitmotten (Pyralidae). De wetenschappelijke naam van de soort is voor het eerst geldig gepubliceerd in 1955 door Paulian & Viette.